# とり・みき
とり・みき（1958年2月23日 - ）は、日本の漫画家。熊本県人吉市出身。男性。血液型O型。

## 経歴
明治大学文学部英文学科を4年で中退。大学では落語研究会に所属していた時期があり、在学中の先輩に渡辺正行・小宮孝泰らがいる。同時期の漫画研究会在籍者に片山まさゆきらがいるが、在学中全く面識はなかった。また同時期にサークル『小松左京研究会』に加入している。
「第12回週刊少年チャンピオン新人まんが賞」において、投稿作『ぼくの宇宙人』が佳作になり、1979年デビュー。以後、ギャグ漫画作品をメインに活動。代表作に『クルクルくりん』や、『遠くへいきたい』（テレビブロス）など。
短編集『犬家の一族』には、半生記マンガ「あしたのために」が収録。熊本に生まれた少年が、SFマニアになって漫画家デビューするまでの経緯がギャグタッチで描かれている。
日本SF作家クラブ会員だったが、2023年5月時点では会員名簿に名前がない。1997年度と、2000年度から2001年度の、日本SF大賞の選考委員をつとめた。

## 人物とエピソード

### 漫画関連
- 漫画表現そのものをギャグとして追求する作風は「理数系ギャグ」と呼ばれ、内容の無い表層的な作品として批判されることもある。しかし、とり自身はそれこそ自らが描きたいものだと語っている。とり自身があげるこの路線の作家に唐沢なをきがいる。
- ペン入れは前期(クルクルくりん終了後辺り)はGペン、後期はサインペン型の細い油性マーカー（ゼブラのハイマッキー極細など）を使用。紙ににじみが出ることから、硬質でいながら少しふにゃふにゃとした感じのある独特の描線が生まれている。
- 吾妻ひでおのファンとしても有名。「デビュー当時は、絵もギャグも吾妻のエピゴーネンという感じだった」と著書『マンガ家のひみつ』で述べている。
- 背景の細かい書き込みは大友克洋の影響と自ら述べている[1]。
- 手塚治虫が新人賞の審査員だったことを『少年チャンピオン』でデビューした理由の一つにあげており、手塚や吾妻と同様にスター・システムを採用（関連項目に出ている人物をモデルにした者もレギュラーとなっている）しているほか、「デカ足派」の継承者を自負している。
- 初期の連載作品『バラの進さま』に触れられると「そんなマンガは存在しない」などと韜晦する。

### 趣味
- 多趣味な人物として知られ、その範囲は多岐にわたる。中にはその分野の第一人者とされているものもある。
- 「事件放送」の録画マニアであり、「大事件」が起きると、チャンネルを切り替えながら、その映像を録画する（仕事中に事件が起こると仕事そっちのけで録画していたこともある）。本人曰く、"事件直後の慌しい雰囲気が良い"とのこと。のちに、テレビ局関係者から「あの事件の映像は残っていませんか？」と尋ねられることもあった。
- 件の研究など、日本の土着風俗や伝説に対しての興味も強く、これらをテーマにした作品もある。
- 路上観察学会会員で、オジギビトの研究でも有名。
- 小松左京のファンであり、SFファン活動に入ったのは大学時代に創設された「小松左京研究会(通称:コマケン)」に参加したため(初連載作品『こまけんハレーション』のタイトルはここから来ている)。この際、彼の漫画の最多出演キャラ「たきたかんせい」のモデル（書店員）とも知合っている。のち、『小松左京マガジン』の設立同人の一人ともなる。親交もあり、テレビ番組「開運!なんでも鑑定団」に小松の描いた漫画原稿を持って登場したことがある。単行本『しまった。』では、小松が解説を寄稿。
- 松田優作のファン。松田と初対面の時、松田から当時連載していた『愛のさかあがり』を読んでいると言われ、感激した。
- 山下達郎ファン。1991年、山下のコンサート・ツアー『PERFORMANCE '91-'92』のパンフレットに短編漫画[3]を依頼され、これがきっかけとなりオフィシャルファンクラブ会報誌『TATSURO MANIA』にて4コマ漫画『タツローくん』を担当することになる[4]。そうした縁もあり、2012年発売のオールタイム・ベスト・アルバム『OPUS 〜ALL TIME BEST 1975-2012〜』ではジャケットおよびブックレットのイラストをすべて手掛けた。ちなみに初期の代表作『るんるんカンパニー』の主人公の名前「葵達郎」は山下の名前が元になっている。また、『クルクルくりん』でも「クリスマス・イブ」を絶賛しているコマが描かれている。
- 洋画の吹き替え分野にも造詣が深く、著作も執筆。市販ソフトへのテレビ用吹替の収録に大きく貢献し、それらの派生系「吹替の帝王」シリーズでは関係者へのインタビューの聞き手を引き受けている。また同公式サイトではコラム「とり・みき の吹替どうなってるの」が連載された[5]。
- 出渕裕やゆうきまさみと交友が深い[1]。『クルクルくりん』連載当時、彼ら同様原田知世に傾倒し、彼女が登場するテレビ番組をすべて見ようとしていた（番組は勿論、CMも録画していた）。『TOMO16』という同人誌（非売品）を仲間内で作り、実際に原田知世や映画関係者に送ったこともある。また、後に彼女主演の『天国にいちばん近い島』にエキストラとして出演するに至る。また、ゆうきまさみたちが所属していた創作集団「ヘッドギア」原作の劇場用アニメ『WXIII 機動警察パトレイバー』の脚本も執筆している。
- 1991年に金沢で行われた第30回日本SF大会（通称『i-CON』）において関智[6]と組んだフォークデュオ『あかね雲ちゃを』で暗黒星雲賞（ルネス企画部門）を受賞している[7]。

### その他
- 父親は医師。吉永小百合ファンクラブ会報の投稿常連であり、結婚報道の際は週刊誌から取材依頼があったほど。

## 受賞歴
- 1994年 - 第25回星雲賞コミック部門受賞（『DAI-HONYA』）
- 1995年 - 第41回文藝春秋漫画賞受賞（『遠くへいきたい』）
- 1998年 - 第29回星雲賞コミック部門受賞（『SF大将』）
- 2009年 - おおひなたごう主催第2回ギャグ漫画家大喜利バトル優勝
- 2024年 - 第28回手塚治虫文化賞マンガ大賞受賞（『プリニウス』ヤマザキマリとの合作）

## 作品リスト（連載作）
- こまけんハレーション（『週刊少年チャンピオン』1979年46-52号、秋田書店／単行本『しまった。』[1984年、ジェッツコミックス、白泉社] 収録）[1]
- バラの進さま（『週刊少年チャンピオン』1980年1-32号／単行本・全3巻、1980年、少年チャンピオンコミックス、秋田書店）[1]
- たまねぎぱるこ（『月刊少年チャンピオン』1981年5月号-1982年4月号、秋田書店／単行本・全1巻、1982年、少年チャンピオンコミックス）[1]
- るんるんカンパニー（『週刊少年チャンピオン』1980年46号-1982年24号／単行本・全6巻、1981年-1982年、少年チャンピオンコミックス／単行本・愛蔵版、1990年 [左記いずれも秋田書店] ／単行本・全4巻、2005年、ハヤカワ文庫）
- すけこまくん（週刊少年チャンピオン増刊 『ヤングチャンピオン』1982年1号-1983年9号、秋田書店／単行本『クルクルくりん』[6巻] 収録）※連載当初4回目までのタイトルは「バージンください」[1]
- クルクルくりん（『週刊少年チャンピオン』1983年13号-1984年30号／単行本・全6巻、1983年-1984年、少年チャンピオンコミックス／新装版 [ギャグ解説新規収録]・全5巻、1990年、トクマコミックス、徳間書店／新装版・全3巻、2005年、ハヤカワ文庫）※いずれも最終第6巻に『すけこまくん』収録 [1]  ※岩井小百合主演、宍戸錠、小倉久寛、有森也実ら出演でテレビドラマ化された。主題歌の作詞も行っている [1]
- ときめきブレーン（『月刊少年チャンピオン』1984年／単行本『裏とり』収録）
- ポリタン（『月刊コミコミ』1985年、白泉社／単行本・全1巻、1985年、ジェッツコミックス）※読切作品『充血刑事』の続編 [1]。
- 吉田さん危機一発（『ザ・まんが』『コミコミスペシャル』『月刊スーパーアクション』双葉社、1983年-1986年／ 単行本・全1巻、1986年、アクションコミックス、双葉社）※雑誌掲載時タイトル「吉田さん危機一髪」[1]
- 愛のさかあがり（『平凡パンチ』1985年-1986年、マガジンハウス／単行本・全3巻、1987年-1988年、角川書店／文庫版・上下巻、1995年、ちくま文庫、筑摩書房）
- ひいびいじいびい a Heebie-jeebie（『コミコミ』 1986年-1987年／単行本・全1巻、1987年、ジェッツコミックス）
- てりぶる少年団（『週刊少年サンデー』1989年、小学館／単行本・全1巻、1990年、少年サンデーコミックススペシャル、小学館）
- しゃりばり（『月刊スーパーアクション』1987年／単行本・全1巻、1991年、アクションコミックス）
- 冷食捜査官（1991年-／単行本・全1巻、2008年、講談社）
- 猫田一金五郎の冒険（1992年-／単行本・全1巻、2003年、講談社）
- DAI-HONYA - 原案：田北鑑生（1992年-1993年、月刊アスキーコミック、アスキー出版局／単行本・全1巻、1993年、アスキーコミックス、アスキー出版局／新装版・全1巻、2002年、早川書房）
  - THE LAST BOOK MAN - 原案：田北鑑生（『トムプラス』2000年-2001年／単行本・全1巻、2002年、早川書房）
- 人達（『まんがシャレダ!!』1995年?、ぶんか社／単行本・全1巻：1995年、ぶんか社）
- 遠くへいきたい（『テレビブロス』1988年-2003年、東京ニュース通信社／単行本・全5巻、1997年-、河出書房新社）
- SF大将（『SFマガジン』1994年-1996年／単行本：1997年、早川書房 ※のち2002年文庫）　
  - 電子書籍版『SF大将 enlarged and revised edition』（2016年、ハヤカワ文庫JA）
- [御題頂戴]（『まんがシャレダ』1995年-1996年、『まんがガウディ』1996年-1997年、『イケイケ課長』1997年／単行本・全1巻、1999年、ぶんか社）

## 作品リスト（共著）
- 土曜ワイド殺人事件 - ゆうきまさみと共著（『少年キャプテン』1996年-1997年、徳間書店／単行本・全1巻、1998年、SC COMICS、徳間書店／新装版・全1巻、ドラゴンコミックス、角川書店、2004年）
  - 新・土曜ワイド殺人事件 -京都藁人形殺人事件 - ゆうきまさみと共著（『AICコミックLOVE』Vol.8、『ドラゴンHG』Vol.1 - Vol.6、『ドラゴンエイジ』2003年10月号、2004年1月号／単行本・全1巻、2004年、ドラゴンコミックス、角川書店）
- エキサイトな事件 - おおひなたごうと共著（単行本・全1巻、2004年、秋田書店）
- プリニウス - ヤマザキマリと共著

## 作品リスト（シリアス系）
- 山の音（短編集／『SFマガジン』早川書房、1988年／全1巻、早川書房、1989年／全1巻、ちくま文庫、1993年）
- 石神伝説（『コミックビンゴ』文藝春秋、1995年-／全3巻、ビンゴコミックス、文藝春秋、1997年-）
- トマソンの罠（短編集／『文藝春秋』増刊『コミック94』『コミック95』『コミック96』文藝春秋、1994年-1996年／全1巻、文春コミックス、文藝春秋社、1996年／全1巻、ちくま秀版社、LEGEND ARCHIVES COMICS、 2006年）
- パシパエーの宴（短編集／全1巻、チクマ秀版社、2006年）

## 作品リスト（時事・ルポ・エッセイなど）
- とり・みきのキネコミカ（雑誌掲載年、1989年-1992年／単行本：1992年、ソニーマガジンズ
  - 新装版『キネコミカ』（単行本：2003年、ハヤカワ文庫）
- とり・みきの事件の地平線（『創』1993年-1997年／単行本：1998年、筑摩書房）
- 膨張する事件（短編集、2002年、筑摩書房）
- とりから往復書簡 - 唐沢なをきと共著（『月刊COMICリュウ』2006年-2010年、徳間書店／単行本・全3巻：2008年-2010年、徳間書店）
- 時事ネタ（短編集、2007年、文藝春秋 ※のち文春文庫）
- とりったー（『月刊COMICリュウ』2010年-2011年、徳間書店／単行本：2011年、リュウコミックス、徳間書店）

## 作品リスト（短編集）
- しまった。（1984年、ジェッツコミックス、白泉社／収録作品 雑誌掲載年 1979年-1984年）
- とりみ菌!!（1984年、ジェッツコミックス、白泉社／収録作品 雑誌掲載年 1983年-1984年 ）
- 裏とり（1986年、CBS/SONY COMICS、CBSソニー出版／収録作品 雑誌掲載年 1984年-1986年）
- だまって俺について来い（1987年、青林堂／収録作品 雑誌掲載年 1985年-1986年）

- とりのいち（1989年、青林堂／収録作品 雑誌掲載年 1987年-1989年）
- 犬家の一族（1993年、少年キャプテンコミックススペシャル、徳間書店／収録作品 雑誌掲載年 1990年-1993年 ）
- とり・みきのもう安心（1993年、青林堂／収録作品 雑誌掲載年 1989年-1993年）
  - 再編集・新装版『もう安心。』（1999年、CUE COMICS、イースト・プレス）
- レア・マスターズ（1994年、カワデ・パーソナル・コミックス、河出書房新社／収録作品 雑誌掲載年 1982年-1994年）
- ときめきブレーン―自選短篇集 (1999年、ちくま文庫)
- クレープを二度食えば―自選短篇集 (2000年、ちくま文庫)
- ロボ道楽の逆襲 (2008年、CUE COMICS、イースト・プレス)
- メカ豆腐の復讐 (2016年、CUE COMICS、イースト・プレス)

## 作品リスト（読切）
- 万延元年のラグビー（原作・筒井康隆 1995年実業之日本社『筒井漫画瀆本』収録） - のち『ロボ道楽の逆襲』に収録

## 漫画以外の著作
- とりの眼ひとの眼（ビクター音楽産業、1989年、のちちくま文庫）エッセイ集。
- とり・みきの大雑貨事典（双葉社、1993年　のち双葉文庫）エッセイ集
- とり・みきのしりとり物語（角川書店、1996年）エッセイ集。
- マンガ家のひみつ―とり・みき&人気作家9人の本音トーク（徳間書店、1997年）　- 永井豪、ゆうきまさみ、吉田戦車、永野のりこ、吾妻ひでお、しりあがり寿、青木光恵、唐沢なをき、江口寿史、マンガ家9人との対談集。
- 吹替映画大事典（吹替愛好会と共著）（三一書房、1995年）
- とり・みきの映画吹替王（洋泉社MOOK、2004年）（単行本）
- 街角のオジギビト（筑摩書房、2007年）
- 消滅 VANISHING POINT（恩田陸作）の挿絵（2013年11月 - 『読売新聞朝刊』）

### その他
- 『クラッシャージョウ』（1983年、松竹富士系） - 劇場版アニメ映画。スペシャル・デザイン（バグパイパー）
- 特撮雑誌『宇宙船』1984年春号（Vol.18）にて特撮についてのイラストコラムを描いた。
- 藤子・F・不二雄大全集『少年SF短編』3巻（2011年、小学館） - 解説を執筆。
- 山下達郎『OPUS 〜ALL TIME BEST 1975-2012〜』（2012年9月26日発売） - イラスト
- 山下達郎「CHEER UP! THE SUMMER」（2016年9月14日発売） - イラスト
- 山下達郎「ミライのテーマ / うたのきしゃ」（2018年7月11日発売） - イラスト
- 原田知世オフィシャル・カバー・アルバム『ToMoYo covers』（2022年11月2日発売[8]） - ジャケットイラスト[8]

## ミュージックビデオ
- 山下達郎「ミライのテーマ」 - PVアニメーション担当
- 山下達郎「RECIPE (レシピ)」 - PV内3Dアニメキャラクター「タツローくん」キャラデザイン担当

## テレビ番組
- 鶴ちゃんのおもいっきりポコポコ（テレビ朝日）（1986年） -「愛のさかあがり」から派生した「イタイ話」のコーナーレギュラー
- ウゴウゴルーガ（フジテレビ）（1992年） -「おしえて！えらいひと」のコーナーに「まんがかのえらいひと」として出演、栄養ドリンクを飲みながら徹夜で原稿を描くところ（わざとらしい演技）が放送された

## 元アシスタント
- 品川KID[1]
- 唐沢なをき
- 小だまたけし
- ゆうきまさみ